# Ваймири-атроари
Ваймири-атроари (Atroahy, Atroaí, Atroarí, Atrowari, Atruahí, Ki’nya, Waimiri-Atroarí) — карибский язык, на котором говорят в 24 деревнях на границе реки Амазонка с реками Жатапу, Жауапери, Каманау и Рорайма-Алалау в Бразилии. В 1968 году у народа была связь с народом вайвай. Около 20% (в основном мужчины) являются билингвами в португальском языке. Язык имеет диалекты атруахи, ваймири (вахмири, уаймири) и жавапери (яуапери). Отличается от диалекта аторай языка вапишана.